# Cyclospermum uruguayense
Cyclospermum uruguayense är en flockblommig växtart som först beskrevs av Mildred Esther Mathias och Lincoln Constance, och fick sitt nu gällande namn av Lincoln Constance. Cyclospermum uruguayense ingår i släktet kvarnsellerier, och familjen flockblommiga växter. Inga underarter finns listade i Catalogue of Life.